# Jean-Pierre Andrevon
Jean-Pierre Andrevon (geboren am 19. September 1937 in Bourgoin-Jallieu, Département Isère) ist ein französischer Science-Fiction-Autor, Maler und Sänger.
Neben den zahlreichen von ihm veröffentlichten SF-Romanen und Kurzgeschichten arbeitete er auch mit bekannten Comic-Künstlern wie Georges Pichard und Caza zusammen. Sein erster Roman Les hommes-machines contre Gandahar (1969) war Grundlage des Zeichentrickfilms Gandahar (1988, Regie: René Laloux).
Für seine weniger ambitionierten Werke, insbesondere die bei Fleuve noir erschienenen Abenteuerromane,  verwendete er bis Mitte der 1970er Jahre das Pseudonym Alphonse Brutsche. Die Erzählung "Beobachtung der Vierfüßer" wurde in die von Franz Rottensteiner herausgegebene Anthologie "Blick vom anderen Ufer" aufgenommen, die 1973 in den USA und 1977 in Deutschland erschien.

## Auszeichnungen
- 1990: Grand prix de la science-fiction française für Šukran
- 2001: Prix du Roman d’Aventures für L'Œil derrière l'épaule
- 2006: Prix Julia-Verlanger für Le Monde enfin

## Werke
- Les hommes-machines contre Gandahar (1969)
- Aujourd'hui, demain et après (Erzählungen, 1970)
- als Alphonse Brutsche: La guerre des Gruulls (1971)
- Un froid mortel (1971)
  - Deutsche Ausgabe: Tödliche Kälte (1994)
- Le reflux de la nuit (1972)
  - Deutsche Ausgabe (als Vampir Horror Roman Nr. 3): Totentanz (1972)
- als Alphonse Brutsche: Le dieu de lumière (1973)
- als Alphonse Brutsche: Le temps cyclothymique (1974)
- Le temps des grandes chasses (1974)
- als Alphonse Brutsche: Une lumière entre les arbres (1974)
- als Alphonse Brutsche: Les enfants de Pisauride (1975)
- C'est tous les jours pareil (1977)
- Le désert du monde (1977)
- Les revenants de l'ombre (1979)
- Neutron (Erzählungen, 1980)
- La fée et le géomètre (1981)
- Des îles dans la tête (1982)
- mit Philippe Cousin: L'immeuble d'en face (1982)
  - Deutsche Ausgabe: Das Haus gegenüber (1991)
- Cauchemar … cauchemars ! (1982)
- Le travail du furet à l'intérieur du poulailler (1983)
- mit Philippe Cousin: Hôpital Nord (1984)
- Le premier hybride (1985)
- Cauchemars de sang (1986)
- Tout à la main: Mémoires d'un dernier homme (1988)
- La trace des rêves (1988)
- Ce qu'il y avait derrière l'horizon… (1988)
- Šukran (1989)
- Sous le regard des étoiles (1989)
- Visiteurs d'apocalypse (1990)
- Cauchemars d'acier (1993)
- Une mort bien ordinaire (1993)
- Kofi et les buveurs de vie (1998)
- Le météore de Sibérie (2005)
- Le monde enfin (2006)
- L'affaire du calmar dans le grenier (2007)
- Nouvelle aurore (2009)
- C'est un peu la guerre, c'est un peu la paix (2009)
- La maison qui glissait (2010)